# Cleomenes laetabilis
Cleomenes laetabilis är en skalbaggsart som beskrevs av Holzschuh 2003. Cleomenes laetabilis ingår i släktet Cleomenes och familjen långhorningar. Inga underarter finns listade i Catalogue of Life.